# Sydney Frederick Muspratt
Sir Sydney Frederick Muspratt KCB CSI CIE DSO, britanski general, * 1878, † 1972.